# Krasnyj Jar (rejon żyrnowski)
Krasnyj Jar (ros. Красный Яр) – osiedle typu miejskiego w Rosji, w obwodzie wołgogradzkim, w rejonie żyrnowskim. W 2010 liczyło 6992 mieszkańców.